# 愛知県道175号江南木曽川線

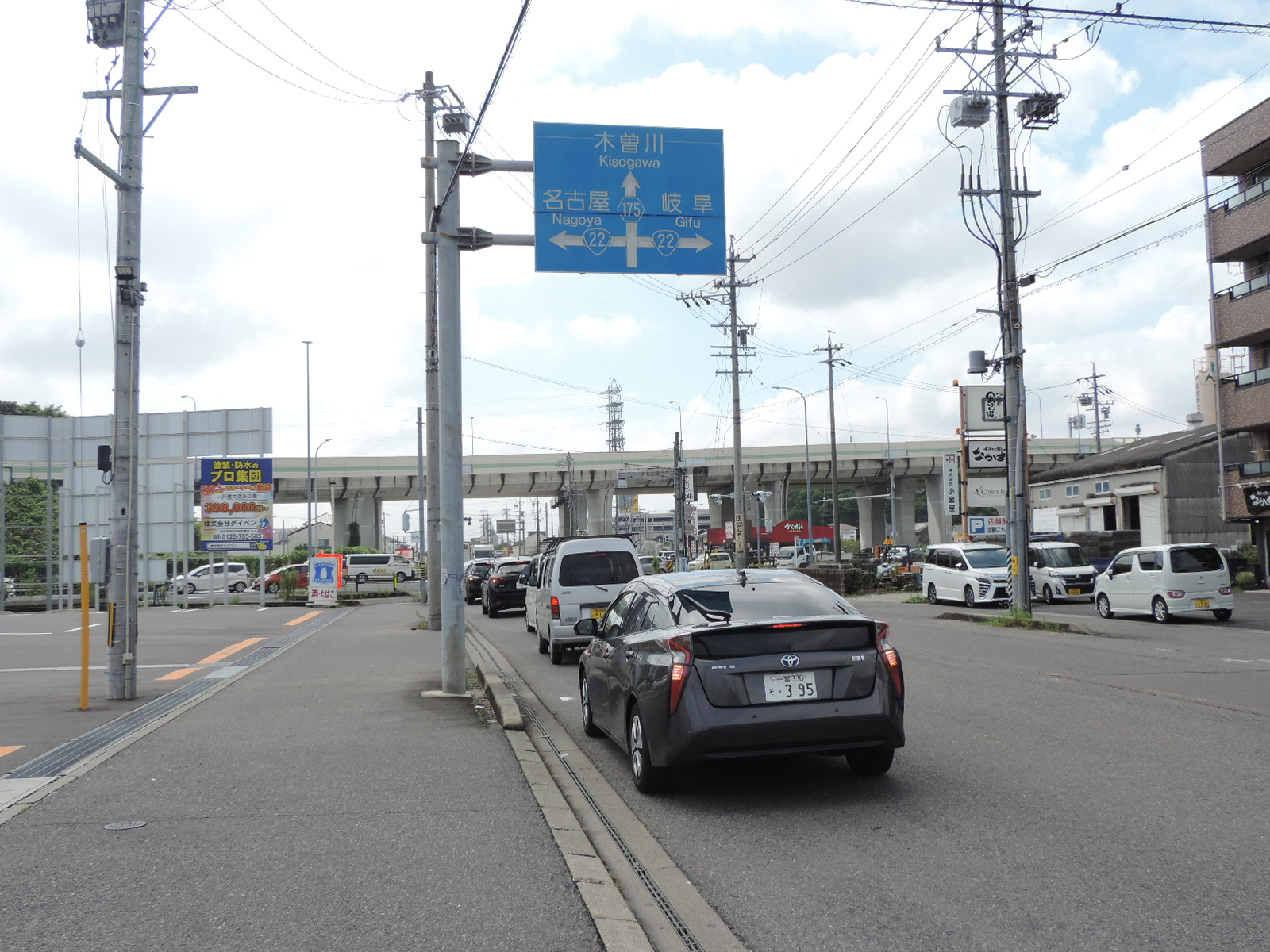
一宮市大毛西交差点にて（2020年6月撮影）

愛知県道175号江南木曽川線（あいちけんどう175ごう こうなんきそがわせん）は、愛知県江南市から同県一宮市に至る一般県道である。
東海北陸自動車道の一宮木曽川IC北西の大毛西交差点付近からJR東海道本線・名鉄名古屋本線方面へのバイパス路線が存在するが、東海道線の手前で途切れている。高速道路のICの無い江南市からの一宮木曽川IC（東海北陸道及び同道経由での名神高速道路の岐阜羽島IC以西）へのアクセス道路にもなっている。

## 概要

### 路線データ
- 起点：愛知県江南市木賀町
- 終点：愛知県一宮市木曽川町

## 沿革
- 1959年12月15日：認定

## 地理

### 通過する自治体
- 愛知県
  - 江南市 - 一宮市

### 交差する道路
- 愛知県道176号若宮江南線（江南市・木賀交差点）
- 愛知県道63号名古屋江南線（すいとぴあ名草線）（江南市・木賀西交差点）
- 愛知県道154号鹿ノ子島南小渕線（江南市・上奈良交差点）
- 愛知県道64号一宮犬山線（江南中央道）（江南市・古知野西小東交差点）
- 愛知県道184号下般若東野線（巡見街道）（江南市・東野南交差点）
- 愛知県道151号一宮各務原線（一宮市・大日比野交差点）
- 愛知県道152号島村佐千原線（一宮市・島村交差点）
- 愛知県道150号・岐阜県道115号一宮川島線（タワー通り）（一宮市・大毛交差点）
- 国道22号（名岐バイパス）（一宮市・大毛西交差点）
- 愛知県道148号萩原三条北方線（一宮市・一宮木曽川IC北西交差点）
- 愛知県道190号名古屋一宮線（岐阜街道、鮎鮨街道）（一宮市・内割田交差点（終点））

### 沿線
- 東海北陸自動車道 一宮木曽川IC：本道上にインターチェンジはないが国道22号を介して連絡可能
- アピタ木曽川店
- 名鉄名古屋本線 新木曽川駅